# Alualide ibne Rifá Alfami
Alualide ibne Rifá Alfami (em árabe: الوليد بن رفاعة الفهمي‏‎; romaniz.: al-Ualid ibn Rifa'ah al-Fahmi; m. julho de 735) foi governador do Egito pelo Califado Omíada de 727 a 735.

## Vida
Membro do clã caicita dos Banu Fame, Ualide inicialmente aparece como chefe da segurança (saíbe da xurta) de seu irmão Abedal Maleque ibne Rifá Alfami durante o governo deste último no Egito de 715 a 717. Em 727, Abedal Maleque foi novamente nomeado governador, mas morreu pouco tempo depois, após o que Ualide o sucedeu e foi confirmado em sua posição pelo califa Hixame ibne Abedal Maleque (r. 724–743).
Durante o governo de Ualide, o Egito viu o primeiro assentamento em grande escala de árabes caicitas na província como parte de um projeto supervisionado pelo administrador financeiro Obeide Alá ibne Alhababe e pelo governo central. Neste mesmo período, o governo iniciou um censo em toda a província a fim de melhorar a administração tributária, com pesquisas durando seis meses no Alto e três meses no Baixo Egito e resultando na imposição de impostos sobre todos os homens residentes em aldeias de mais de 500 pessoas. Uma reforma separada, a introdução de uma nova medida de grãos, também foi ordenada ao Egito pelo califa, mas a resistência local à proposta logo resultou no abandono de sua implementação.
Em 735, Ualide permitiu que os coptas construíssem (ou reconstruíssem) a Igreja de São Menas no Hanra; esta decisão foi, entretanto, extremamente impopular entre a população muçulmana e resultou numa tentativa malsucedida contra sua vida. O suposto assassino foi preso e executado, mas sua morte, por sua vez, gerou um período de graves distúrbios em Fostate e causou violentos combates na ilha Roda. Ualide morreu em 735 de doença e foi sucedido por Abderramão ibne Calide Alfami.